# Carlos Gomes Júnior
Pour les articles homonymes, voir Carlos Gomes et Gomes.
Carlos Domingos Gomes Júnior, né le 19 décembre 1949 à Bolama, est un homme d'État bissau-guinéen, Premier ministre du 10 mai 2004 au 2 novembre 2005 puis du 2 janvier 2009 au 10 février 2012.
Gomes est le chef du Parti africain pour l'indépendance de la Guinée et du Cap-Vert (PAIGC), parti historique de l'indépendance qui contrôle le pays de 1974 jusqu'au coup d'État en 1999. Il dirige la coalition gouvernementale avec son parti, qui remporte la majorité des sièges aux élections de mars 2004. Banquier et homme d'affaires, réputé être l'homme le plus riche de Guinée-Bissau, il est élu au Parlement en 1994. Son surnom est « Cadogo ».
Le 31 octobre 2005, le président João Bernardo Vieira annonce la démission du gouvernement de Gomes, à la suite de tensions incessantes entre les deux hommes. Gomes avait refusé de reconnaître l’élection de Vieira au poste de président de la République, le traitant même de « bandit et mercenaire ». Gomes a clairement annoncé qu’il ne quitterait pas le poste de Premier ministre puisque son parti est majoritaire au Parlement.
Il est à nouveau nommé à ce poste par le président João Bernardo Vieira le 26 décembre 2008 et entre en fonction le 2 janvier 2009. Le 10 février 2012, il démissionne pour se présenter à l'élection présidentielle du 18 mars.
Il est arrêté le 12 avril 2012 lors d'un coup d'État.
Il échoue à obtenir l'investiture du PAIGC pour l'élection présidentielle bissau-guinéenne de 2014.
Gomes Júnior est candidat à l'élection présidentielle bissau-guinéenne de 2019. Le 24 novembre, il arrive cinquième du scrutin, et est donc éliminé dès le premier tour. Pour le second tour, il apporte son soutien à l'ancien Premier ministre Umaro Sissoco Embaló. Celui-ci l'emporte finalement au second tour.